# Третья мировая война (Доктор Кто)
«Третья мировая война» (англ. World War Three) — эпизод британского научно-фантастического телесериалa «Доктор Кто». Показ состоялся 23 апреля 2005 года. Является вторым эпизодом сюжетной арки, первый эпизод которой («Пришельцы в Лондоне») был показан 16 апреля 2005 года.

## Обзор
Доктор освобождается от воздействия потока энергии (последняя сцена «Пришельцы в Лондоне») и переправляет его на пришельцев. Поскольку устройства, которые носят Сливины, объединены в сеть, поток энергии поражает их всех, таким образом Доктор, Роза с Харриет Джонс и Джеки с Микки получают возможность бежать. «Грин», сохранивший облик человека, оказывает помощь «Аскиту» и помогает ему «одеться». Доктор возвращается в конференц-зал с отрядом полиции, но пришельцы снова выглядят как люди, а все люди в конференц-зале мертвы. Пришельцы обвиняют в происшествии Доктора, и тот снова вынужден бежать. К нему присоединяются Роза и Харриет. Они спасаются в кабинете премьер-министра. Доктор активирует программу, которая превращает помещение в неприступное убежище. Доктор, Роза и Харриет обсуждают известные факты в поисках решения.
Тем временем Микки прячет Джеки в своём доме. Им трудно осознать происходящие события. Лжеполицейский снова их находит. Доктор, вычислив, что пришельцы родом с планеты Раксакорикофаллапаториус, сообщает Джеки по телефону, что их убивает уксус. Джеки выливает на пришельца три банки маринованных овощей, и тот взрывается.
«Грин» якобы объявляет войну пришельцам и просит ООН дать ему коды запуска ядерных боеголовок. Выясняется, что Сливины планируют взорвать Землю и затем продавать радиоактивные обломки в качестве топлива. Микки, следуя указаниям Доктора, получает доступ к системе управления ВМФ Великобритании и запускает ракету в резиденцию правительства. Здание разрушено. Полицейские успели вывести людей, Сливины остались внутри. Доктор, Роза и Харриет выжили в своём убежище.
В отсутствии премьер-министра Харриет берёт на себя инициативу в ликвидации последствий кризиса. Доктор сообщает, что её изберут на вакантный пост трижды, и её правление станет Золотым веком Великобритании.
Роза отправляется с Доктором. Микки не решается.

## Дополнительно
В предыдущей серии мальчик написал на стенке ТАРДИС фразу «ЗЛОЙ ВОЛК». В этой серии Доктор заставляет мальчика стереть эту надпись.